# 대한행정사회
대한행정사회는 행정사의 자질향상 및 품위유지와 행정사제도의 개선 및 운영에 관한 업무를 효율적으로 수행하기 위하여 설립된 비영리사단법인이다. 서울특별시 금천구 디지털로9길 32, 갑을그레이트빌딩 2005호, 2006호에 있다.

## 설립 근거
- 행정사법 제26조(대한행정사회의 설립 등)[1]

## 연혁

### 대서업 시대 (1897~1954)
| 1954. 04. 03 | 解放後 ‘조선광업대서사취체규칙(조선총독부령 제75호)’을 ‘사법서사법’으로 개정      |
| 1941. 03. 19 | 조선총독부령 제75호 조선광업대서사취체규칙 공포 3.20시행                          |
| 1938. 08. 26 | 조선총독부령 제178호 조선대서사취체규칙 공포 9.1 시행                             |
| 1935. 05. 01 | 조선사법서사령 시행(조선사법대서인령 개정)                                        |
| 1925. 05. 01 | 조선사법대서인령 공포 시행                                                        |
| 1915. 07. 22 | 경무총감부령 제5호 대서업취체규칙 공포·시행                                       |
| 1910. 09. 21 | 경시총감부령 제7호 대서업취체규칙 공포·시행                                       |
| 1906. 08. 23 | 日帝下 경시청령 제52호 대서업취체규칙 공포·시행 (문서대필, 법률 조언 등 가능)     |
| 1897. 09. 04 | 高宗 광무원년 법부훈령(法部訓令) ‘대서소세칙’ 공포 시행 ※ 『재판소구내대서』 출현 |

### 행정서사 시대 (1961~1988)
| 1988. 12. 19 | 대통령령 제12555호 행정서사법시행령 개정(4차)                                                     |
| 1981. 04. 13 | 법률 제3441호 행정서사법 개정(3차)                                                                |
| 1976. 08. 1  | 대한행정서사회 허가(내부무장관) ※ 정관(전문 33조, 부칙 3조) 인가, 사무실 소재 관악구 봉천동 399-4 |
| 1976. 08. 10 | 대한행정서사회 등기(대표 김재삼, 법인)                                                            |
| 1976. 06. 21 | 同법제21조, 同시행령제17조에 의거, 대한행정서사회 창립 총회(대의원 155명 참석)                    |
| 1975. 12. 31 | 법률 제2805호 행정서사법 개정(2차 개정)                                                           |
| 1970. 02. 26 | 대통령령 제4674호 행정서사법시행령(2차 개정)                                                      |
| 1963. 03. 05 | 법률 제1288호 행정서사법 개정(1차 개정)                                                           |
| 1962. 04. 27 | 각령 제691호 행정서사법시행령 개정(1차 개정)                                                      |
| 1962. 03. 27 | 각령 제573호 행정서사법시행령 제정                                                                |
| 1961. 09. 23 | 법률 제 727호, 행정서사법 제정, 시행                                                              |

### 행정사 시대 (1995~2019)
| 2019.09.27 | 행정안전부, 국회 계류중인 행정사법일부개정법률안 (행정사협회 단일화 등 포함) 재상정 |
| 2019.07.19 | 한국일반·전국·공인행정사협회 등 3개 협회, 공인노무사법일부개정법률안 저지 및 행정사협회 단일화 등을 위한 비상대책위원회 구성                                                                     |
| 2016.03.25 | 한국해양기술행정사협회(대표 최원이) 설립 |
| 2015.09.22 | 전국행정사협회(대표 김홍선→김경득) 설립 |
| 2014.12.26 | 대한외국어번역행정사협회(대표 노승조→정호선) 설립 |
| 2014.11.19 | 법률 제12844호 타법 개정(정부조직법 일부개정관련 조치) |
| 2014.08.28 | 대한기술행정사협회(대표 안인균) 설립 |
| 2014.07.22 | 공인행정사협회(대표 유종수→김재웅) 설립 |
| 2014.07.08 | 한국행정사협회(대표 김용준→한근식) 설립 |
| 2013.08.21 | 한국일반행정사협회(대표 장영기) 설립 |
| 2013.01.11 | 법률 제10441호 제정 공포안 시행 ※ 제1차 행정사 자격시험 실시(제5조) |
| 2012.02.28 | 대한행정서사회를 대한행정사협회(대표 이용만)로 법인명 변경 등기 |
| 2011.03.08 | 법률 제10441호 행정사법 전부개정 법률안 공포 ※ 행정사 자격시험(제9조 및 부칙 제3조), 행정사 실무교육(제25조), 행정사협회 설립(제26조) 등 제정(부칙 제1조, 이 법은 2013.1.1.부터 시행한다고 규정) |
| 1999.05.24 | 법률 제5984호 행정사법 전부개정(6차) ※ 행정사에 대한 규제를 대폭 정비, 완화하여 대국민 행정서비스의 폭을 넓히고 행정사업의 발전과 자율성을 높였음                                                |
| 1999.01.05 | 법률 제 4874호, ‘행정서사법’을 ‘행정사법’으로 개정(4차 개정 |

### 대한행정사회시대 (2020~)
| 2025.06.25  | 2025년도 제2차 임시 대의원총회 및 제3대 집행부 출범식 성황리 개최 |
| 2025.06.09. | 윤승규 제3대 회장 취임 |
| 2025.05.16. | 2025년도 제1차 임시 회원총회 개최(제3대 회장·감사 투표) - 당선자 : 회장 - 윤승규 후보, 감사 - 이시진 후보, 석종근 후보, 최임광 후보 |
| 2025.04.04. | 대한행정사회 설립인가처분 취소소송 항소심 승소 |
| 2025.03.04. | 인천광역시 마을행정사 위촉식 |
| 2025.02.19. | 대한행정사회-일본행정서사회연합회 업무협정 체결 및 토론회 개최 |
| 2024.12.12. | 대한행정사회 미래 발전을 위한 토론회 및 송년의 밤 |
| 2024.12.07. | 제12회 행정사 환영회 개최 |
| 2024.07.24. | 행정사법 개정안 토론회 개최 |
| 2024.03.27. | 대한행정사회 2024년도 정기 회원총회 |
| 2024.3.22.  | 일본행정서사회연합회, 대한행정사회 방문 |
| 2024.01.22. | 정관변경 승인(행정안전부) |
| 2023.11.09. | 행정심판대리권 확보방안 학술대회 개최 |
| 2023.07.24. | 대한행정사회 제2대 임원(부회장 9명,이사 16명) 선출 |
| 2023.06.09  | 황해봉 제2대 회장 취임 |
| 2023.06.07  | 제2대 회장·감사 직선제 실시 |
| 2021.06.10  | 임시이사회(사무총장 이용해, 중앙교육연수원장 김경득 승인) 대한행정사회 출범식 및 김만복 초대 회장 취임식 대한행정사회 법인 설립 등기 경료 |
| 2021.06.09  | 행정안전부로부터 대한행정사회 설립 인가증 받음 |
| 2021.05.26  | 대한행정사회 비대면 화상 대의원 총회 개최 (총대의원 120명중 110명 참석) - - 초대회장 김만복 당선(찬성 97%), 초대 감사(추가 최임광 찬성 94%) |
| 2021.05.11  | 대한행정사회 설립준비위원회 제10차 회의, 제11차 회의 (5.20) - - 초대감사 후보자 추가 1인 추천방법 결정(설립준비위에서 최종 1인 추천 확정) - - 감사후보로 추천된 최임광, 이ㅇㅇ 행정사 등 2명을 대상으로 무기명 비밀투표 결과, 최임광을 선출                                                                             |
| 2021.05.04  | 대한행정사회 설립준비위원회 제9차 회의 - - 초대회장 후보로 추천된 김00, 조00, 문00, 김만복 행정사 등 4명을 상대로 무기명 비밀투표결과 김만복 선출 |
| 2021.03.26  | 대한행정사회 설립준비위원회 제7차 회의(3.26), 제8차 회의(3.31) - - 창립총회(3.12) 결과 관련 향후 운영방안 논의, 초대회장 후보자 선출 방법 결정 등 |
| 2021.03.12  | 창립 총회 개최(대의원 120명중 111명 참석) - - 정관안 가결(찬성 85%), 2021년도 사업계획안 및 예산안 가결(찬성 83%)), 초대회장 후보 곽ㅇㅇ 낙선(찬성 35%), 감사후보 염동석 당선(찬성 80%) 감사후보 심00 낙선(찬성 20%), 감사후보 이정욱 당선(찬성79%) 감사후보 유종호 당선(찬성 84%)                                      |
| 2021.02.23  | 대한행정사회 설립준비위원회 제6차 회의 - - 정관안 및 초대 대의원 수(120명) 확정 |
| 2021.02.04  | 대한행정사회 설립준비위원회 제5차 회의 - - 초대 임원(초대회장 후보 곽00, 감사후보 4(염동석, 심00, 이정욱, 유종호) 후보자 결정 및 정관안 추가 논의 |
| 2021.01.14  | 대한행정사회 설립준비위원회 제4차 회의 - - 감사 추천 방법, 부회장 및 이사 선임 기준안, 대의원 추천 방법 등 논의가결 |
| 2020.12.11  | 대한행정사회 설립준비위원회 제3차 회의 - - 초대회장 선출방안 및 정관(안) 개정 관련 의견 청취·논의, 정관(안) 의견 수렴 반영 검토 |
| 2020.11.20  | 대한행정사회 사무실과 교육장 사용을 위해 서울 종로2가 소재 하나로빌딩(7층, 10층) 임대차 계약 체결 |
| 2020.11.11  | 대한행정사회 설립준비위원회 제 2차 회의. - - 정관안 초안 공개 의결 및 회장 선출 투명성 제고를 위해 회장추천 자문위원회 구성하기로 함 |
| 2020.08.18  | 대한행정사회 설립준비위원회 제1차 회의 개최 - - 설립준비위원 위촉(총 12명, 위원장 행안부차관, 부위원장 행안부 지방행정 정책관, 8개 협회장 추천위원 등 - - 대한행정사회 설립준비위원회 운영규정(안) 의결 - - 대한행정사회 설립 추진 계획 논의(추진일정, 발기인 범위, 창립총회시 의결권행사 대의원, 회장·부회장 선출 방안 |
| 2020.06.09  | 법률 제 17394호, 행정사법일부개정법률안 공포, ※ 기존 8개 행정사협회를 대한행정사회로 단일화 등 개정, 2021. 6. 10부터 시행 |
| 2020.05.28  | 행안부와 8개 행정사협회 회장간 간담회 개최, 행정사협회 단일화 추진 일정, 설립준비위원회 구성 등 논의 |
| 2020.05.20  | - 제20대 국회 제378회 임시국회에서 행정사법일부개정법률안 의결 |

- 2021년 6월 10일: 8개 행정사 협회를 대한행정사회로 통합

<대한행정사협회, 한국일반행정사협회, 공인행정사협회, 전국행정사협회, 한국행정사협회, 대한외국어번역 행정사협회, 대한기술행정사협회, 한국해양기술 행정사협회>

## 주요 업무
- 국민이 필요로하는 행정편익의 향상을 위해 노력하고 국민에게 선택받는 행정사제도 발전에 기여
- 국민이 요청하는 행정서비스를 주 목적으로 하는 행정사 양성과 활동 지원
- 각종 행정관련 전문지식과 정보제공으로 행정사의 직무향상 및 품위유지로 믿고 찾는 행정사시대 견인

## 조직
회장
이사
대의원
부회장
- 수석부회장
- 관리부회장
- 업역수호부회장
- 교육부회장
- 지방발전부회장
- 정책부회장
- 소통부회장
- 청년부회장
- 해사부회장
- 외국어번역부회장

사무처
- 사무총장
- 기획예산국
- 회원지원팀

중앙교육연수원
- 연수원장
- 연수국장
- 교육팀장

미래전략본부
- 미래전략본부장
- 대외협력국
- 미래전략팀

## 같이 보기
- 행정사(行政士)는 행정업무의 원활한 운영과 국민의 권리구제를 목적으로 행정과 관련한 국민의 편익을 도모하는 자를 말한다. 공무원에게 특혜가 많아 논란이 많았지만, 13년도부터 일반인도 행정사 시험을 응시하는 기회가 생겼다. 일반행정사, 외국어번역행정사, 기술행정사로 나뉜다. 2차 시험부터는 선택과목이 다르다. 1차 시험(객관식)과 2차 시험(논술형)으로 구성되어 있다.